# Cheiragonidae
Super-famille
Famille
Les Cheiragonidae sont une famille de crabes, la seule de la super-famille des Cheiragonoidea. Elle comprend trois espèces actuelles et 13 fossiles dans cinq genres dont trois fossiles.

## Liste des genres
Selon World Register of Marine Species (26 juin 2016) :
- Erimacrus Benedict, 1892
- Telmessus White, 1846
- †Karasawaia Vega, Nyborg, Coutiño & Hernández-Monzón, 2008
- †Montezumella Rathbun, 1930
- †Stintonius Collins, 2002

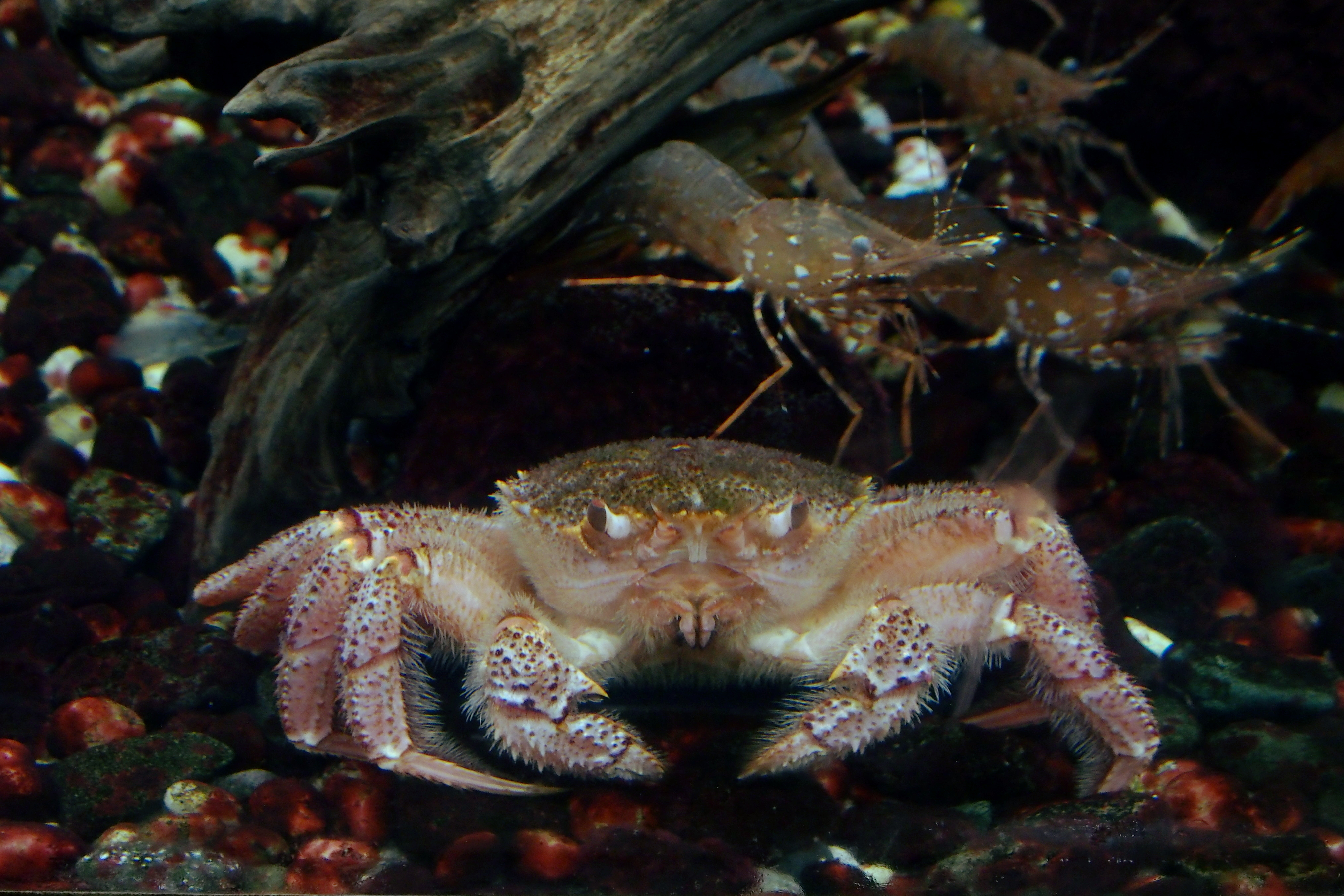
Erimacrus isenbeckii
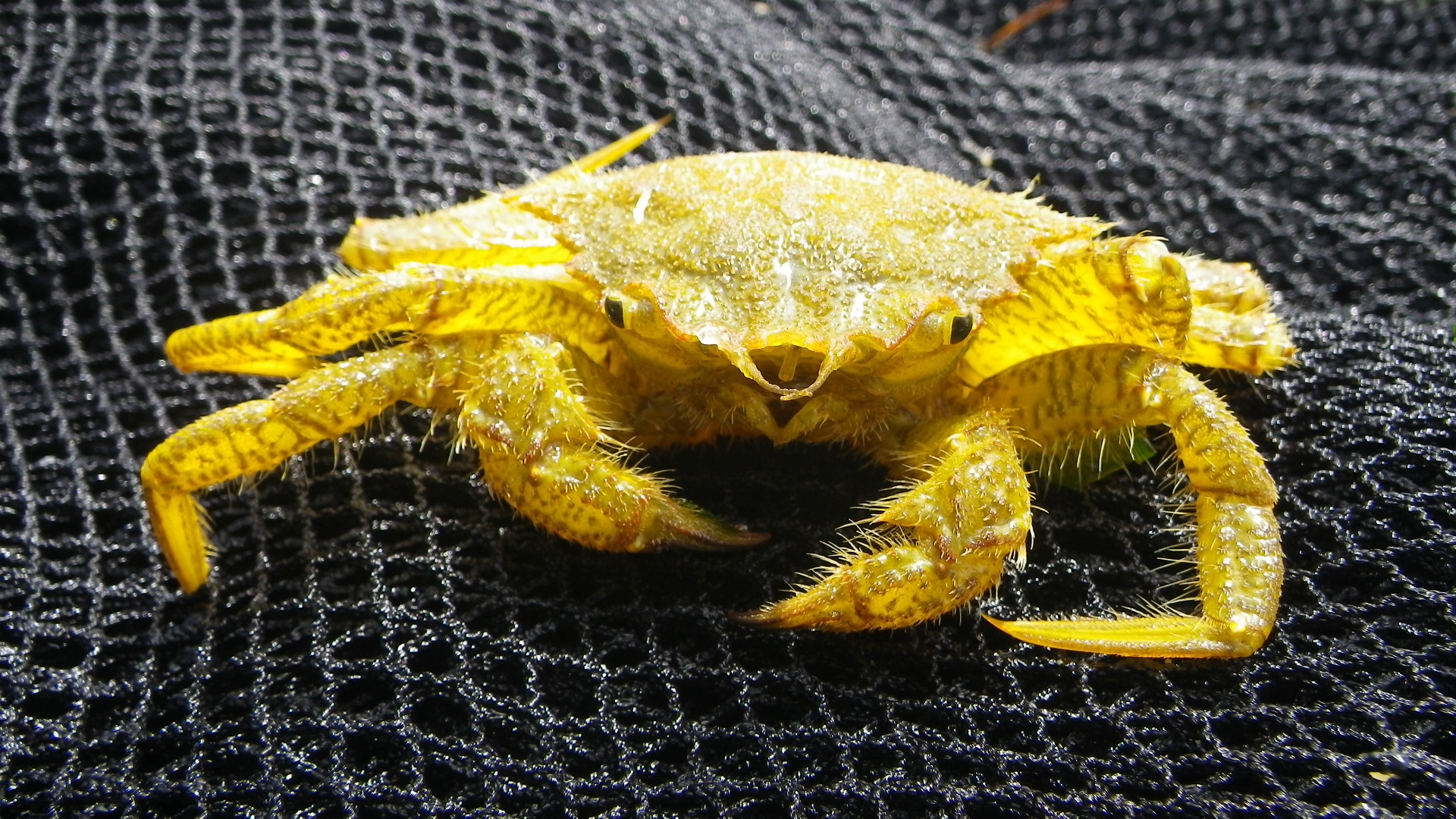
Telmessus cheiragonus